# 格尔德·迈尔
格尔德·迈尔（德語：Gerd Meyer，1963年10月5日—），德国男子赛艇运动员。他曾代表西德参加世界赛艇锦标赛，获得一枚金牌和一枚铜牌，均来自男子轻量级四人单桨无舵手项目。